# سو كورتيناي
سو كورتيناي (بالإنجليزية: Sue Courtenay)‏ هي مهندسة معمارية بليزية، ولدت في 1975 في سريلانكا.